# Altiplà disseccionat

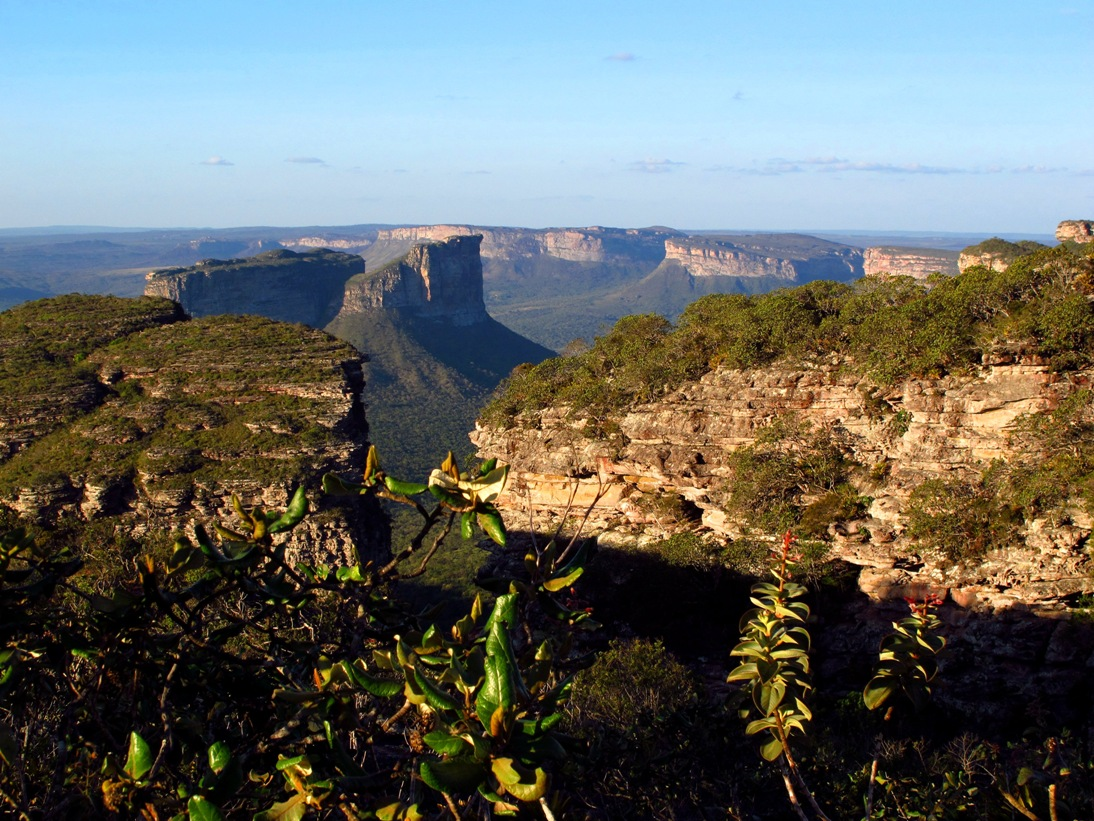
Vista de l'altiplà disseccionat a Chapada Diamantina, Brasil.

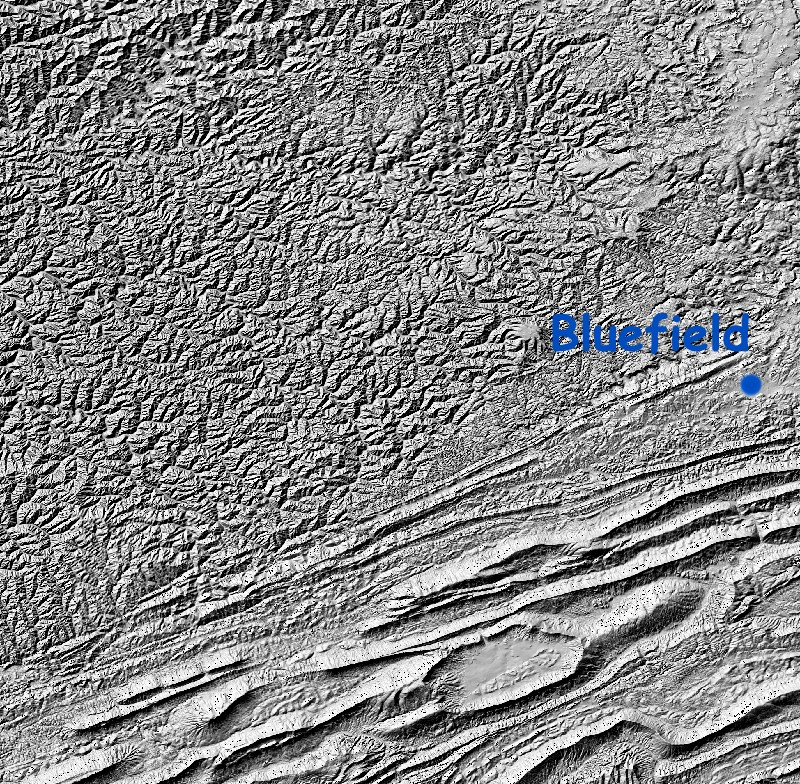
Mapa ombrejat de l'altiplà i carena de Cumberland i les Apalatxes Ridge-and-Valley a la frontera entre Virgínia i Virgínia de l'Oest

Un altiplà disseccionat és una zona d'altiplà que ha estat severament erosionada formant un relleu costerut. Una zona d'aquest tipus pot ser referida com a muntanyosa, però els altiplans disseccionats són distingibles de serralades orogèniques per la manca de plegaments, roques metamòrfiques, falles extenses, o activitat magmàtica típiques de l'orogènesi.
Els altiplans Allegheny, Cumberland, Ozark, i les Catskill Mountains als Estats Units, així com les Muntanyes Blaves d'Austràlia i el Dècan a l'Índia són exemples d'altiplans disseccionats formats a partir d'aixecaments tectònics regionals. Aquests aixecaments tectònics més vells han estat erosionats per rierols i rius tot desenvolupant relleus costeruts que no són fàcilment distingibles de muntanyes. Moltes àrees de l'altiplà Allegheny i Cumberland, a l'extrem occidental de les Apalatxes, s'anomenen "muntanyes" quan de fet no ho són. Des de la part superior d'una d'aquestes "muntanyes altes" hom nota que totes les altres parts superiors són gairebé a la mateixa alçada, tot resseguint el perfil d'alçada original de la plana abans de l'aixecament i erosions temporals subsegüents.
Altiplans disseccionats, d'una mida sovint comparativament més petita, també poden ser formats per l'anivellament de terreny per aplanament i dipòsit a sota d'un indlandsis o d'un casquet glacial. Durant el mateix (o posterior) període glacial, els marges de la plana de glaciació són arrossegats per glaceres, tot deixant un altiplà que és subsegüentment erosionat per l'aigua tot creant valls. Un altiplà d'aquest tipus pot ser anivellat o de pendent suau però pot ser distingit pels seus taps de turons glacials (anomenats sovint a la Gran Bretanya com a roques d'argila).
Altiplans volcànics disseccionats inclouen el Plateau Pajarito a Nou Mèxic, al vessant de l'enorme caldera Valles. Les porcions aïllades d'aquest altiplà són conegudes com a meses, i les seves zones llargues connectades són anomenades "potreros".